# Lotus 18
Lotus 18 je Lotusov dirkalnik Formule 1, ki je bil v uporabi med sezonama 1960 in 1961, občasno pa tudi v sezonah 1962 in 1963. Dirkalnik je dosegel pet zmag, prvo nasploh za moštvo Lotus je dosegel Stirling Moss na Veliki nagradi Monaka v sezoni 1960, uspeh je ponovil še na zadnji dirki sezone za Veliko nagrado ZDA, skupno pa je Lotus zasedel tretje mesto v konstruktorskem prvenstvu. V naslednji sezoni 1961 je Moss zmagal še na Velikih nagradah Monaka in Nemčije, Innes Ireland pa na Veliki nagradi ZDA, kar je Lotusu pomagalo do drugega mesta v konstruktorskem prvenstvu. Lotus 18 je bil občasno uporabljen tudi v sezonah 1962 in 1963, toda brez vidnejših uspehov.